# Marius Ulfrstad
Marius Leonhard Moaritz Ulfrstad (* 11. September 1890 in Ellingsøya, Ålesund; †  29. Oktober 1968 in Oslo) war ein norwegischer Komponist und Organist.
Ulfrstad absolvierte zunächst eine Lehrerausbildung, bevor er am Musikkonservatorium in Kristiania (Oslo) das Orgelspiel studierte. 1911 legte er das Organistenexamen ab und studierte später noch in Berlin, Florenz, Rom und Paris. Er war Kompositionsschüler von Maurice Ravel und Ottorino Respighi. Von 1918 bis 1921 war er Korrepetitor an der Opéra Comique in Kristiania. 1919 debütierte er als Komponist in einem Konzert mit den Sängern Elisabeth Munthe-Kaas und Erling Krogh.
1922 war er Gründer der Musikk-Akademiet, deren Direktor er wurde, und der Unge Tonekunstneres Samfund. Außerdem war er Mitbegründer und Präsident der norwegischen Sektion der Internationalen Gesellschaft für Neue Musik. Er komponierte fünf Sinfonien, mehrere Klavier- und Violinkonzerte, kammermusikalische Werke, Kantaten, Chorwerke (Arnljot Gelline, 1932), Schauspielmusiken (Munken Vendt, 1939) und mehr als 600 Lieder. 1924 und 1928 nahm er an den Kunstwettbewerben bei den Olympischen Spielen teil.

## Werke
- Fiolinkonsert nr. 1: En Musikk-scene, 1923
- Symfoni nr. 2: Empor
- Arnljot Gelline (Text: Bjørn Bjørnson) für Chor, Soli und Orchester, 1932
- Ære det evige forar (Text: Bjørn Bjørnson) für Chor, Soli und Orchester, 1932
- Klaverkonsert, 1935
- Lex Imperat, 1935
- Munken Vendt, Schauspielmusik, 1939
- Symfoni nr. 3: Norwegia, 1943
- Symfoni nr. 4: Skjebnetid
- Karl Johans røde taarn für Klavier und Orchester
- Møre og Romsdal suite, 1946
- Tyteberet